# Classements par équipes du Tour d'Italie
Il existe deux classement par équipes sur le Tour d'Italie, qui est une course cycliste par étapes. Depuis la première édition de la course, en 1909, les organisateurs ont créé un classement par équipes aux temps (le Trofeo Fast Team) et entre 1993 et 2017, un classement par équipes aux points (le Trofeo Super Team).

## Trofeo Fast Team

### Méthode de calcul et primes
Il s'agit du classement par équipe au temps. Il est décerné depuis la création de l'épreuve en 1909 et il est le prix plus prestigieux. Actuellement[Quand ?], le prix est décerné à la fin de chaque étape. Il récompense alors l'équipe dont la somme des temps des trois meilleurs coureurs à l'arrivée est la plus faible. En cas d'égalité, les équipes concernées sont départagées par la somme des places obtenues par leurs trois meilleurs coureurs à l'arrivée. En 2012, la première équipe recevait une prime de 500 euros, la seconde une prime de 300 euros et la dernière une prime de 100 euros. Un total de 18 900 euros a donc été décerné pour ce prix durant la course (21 étapes).
Un classement par équipe général est aussi disputé. Il est calculé en additionnant les temps des trois meilleurs coureurs de chaque équipe à la fin de chacune des étapes, sans prendre en compte les bonifications. La meilleure équipe est celle possédant le meilleur temps total. En cas d'égalité, les critères de départage, dans l'ordre, sont : addition des places des 3 premiers coureurs des équipes concernées, place du meilleur coureur sur l'étape. Calculer le classement par équipes revient à additionner les classements par équipes de chaque étape. En cas d'égalité, les critères de départage, dans l'ordre, sont : nombre de premières places dans le classement par équipes du jour, nombre de deuxièmes places dans le classement par équipes du jour, etc., place au classement général du meilleur coureur des équipes concernées.  En 2012, la première équipe de ce classement recevait 7 000 euros à la fin du Tour d'Italie, la seconde recevait 6 000 euros, la troisième 5 000 euros, la quatrième 3 000 euros et la cinquième 1 000. Cela représentait donc un total de 22 000 euros de primes.

### Palmarès
| Année | Équipe                      |
| ----- | --------------------------- |
| 1909  | Atala-Dunlop                |
| 1910  | Atala-Continental           |
| 1911  | Bianchi                     |
| 1912  | Atala-Dunlop                |
| 1913  | Maino                       |
| 1914  | Stucchi-Dunlop              |
| 1919  | Stucchi-Dunlop              |
| 1920  | Bianchi-Pirelli             |
| 1921  | Bianchi-Dunlop              |
| 1922  | Legnano                     |
| 1923  | Legnano                     |
| 1924  | Pas de classement           |
| 1925  | Legnano                     |
| 1926  | Legnano                     |
| 1927  | Legnano                     |
| 1928  | Legnano                     |
| 1929  | Legnano                     |
| 1930  | Bianchi-Pirelli             |
| 1931  | Legnano                     |
| 1932  | Legnano                     |
| 1933  | Legnano                     |
| 1934  | Gloria                      |
| 1935  | Frejus                      |
| 1936  | Legnano                     |
| 1937  | Frejus                      |
| 1938  | Gloria-Ambrosiana           |
| 1939  | Frejus                      |
| 1940  | Gloria                      |
| 1946  | Legnano                     |
| 1947  | Welter                      |
| 1948  | Wilier Triestina            |
| 1949  | Wilier Triestina            |
| 1950  | Frejus                      |
| 1951  | Taurea                      |
| 1952  | Bianchi-Pirelli             |
| 1953  | Ganna                       |
| 1954  | Girardengo                  |
| 1955  | Atala                       |
| 1956  | Atala                       |
| 1957  | Legnano                     |
| 1958  | Carpano                     |
| 1959  | Atala-Pirelli-Lygie         |
| 1960  | Ignis                       |
| 1961  | Faema                       |
| 1962  | Flandria-Faema-Clément      |
| 1963  | Carpano                     |
| 1964  | Saint-Raphaël-Gitane-Dunlop |
| 1965  | Salvarani                   |
| 1966  | Molteni                     |
| 1967  | Kas-Kaskol                  |
| 1968  | Faema                       |
| 1969  | Faema                       |
| 1970  | Faemino                     |
| 1971  | Molteni                     |

| Année | Équipe                           |
| ----- | -------------------------------- |
| 1972  | Molteni                          |
| 1973  | Molteni                          |
| 1974  | Kas-Kaskol                       |
| 1975  | Brooklyn                         |
| 1976  | Brooklyn                         |
| 1977  | Flandria                         |
| 1978  | Bianchi-Faema                    |
| 1979  | Sanson-Luxor TV                  |
| 1980  | Bianchi-Piaggio                  |
| 1981  | Bianchi-Piaggio                  |
| 1982  | Bianchi-Piaggio                  |
| 1983  | Gemeaz Cusin                     |
| 1984  | Renault-Elf                      |
| 1985  | Alpilatte-Cierre                 |
| 1986  | Supermercati Brianzoli           |
| 1987  | Panasonic-Isostar                |
| 1988  | Carrera Jeans-Vagabond           |
| 1989  | Fagor-MBK                        |
| 1990  | ONCE                             |
| 1991  | Carrera Jeans-Vagabond           |
| 1992  | GB-MG Maglificio                 |
| 1993  | Lampre-Polti                     |
| 1994  | Carrera Jeans-Tassoni            |
| 1995  | Gewiss-Ballan                    |
| 1996  | Carrera Jeans                    |
| 1997  | Kelme Costa Blanca               |
| 1998  | Mapei-Quick Step                 |
| 1999  | Vitalicio Seguros-Grupo Generali |
| 2000  | Mapei-Quick Step                 |
| 2001  | Alessio                          |
| 2002  | Alessio                          |
| 2003  | Lampre                           |
| 2004  | Saeco Macchine per Caffè         |
| 2005  | Liquigas-Bianchi                 |
| 2006  | Phonak                           |
| 2007  | Saunier Duval-Prodir             |
| 2008  | CSF Group-Navigare               |
| 2009  | Astana                           |
| 2010  | Liquigas-Doimo                   |
| 2011  | Astana                           |
| 2012  | Lampre-ISD                       |
| 2013  | Sky                              |
| 2014  | AG2R La Mondiale                 |
| 2015  | Astana                           |
| 2016  | Astana                           |
| 2017  | Movistar                         |
| 2018  | Sky                              |
| 2019  | Movistar                         |
| 2020  | Ineos Grenadiers                 |
| 2021  | Ineos Grenadiers                 |
| 2022  | Bahrain Victorious               |
| 2023  | Bahrain Victorious               |
| 2024  | Decathlon AG2R La Mondiale       |
| 2025  | UAE Emirates XRG                 |

## Trofeo Super Team

### Méthode de calcul
Après chaque étape, l'équipe du premier marque 50 points, l'équipe du deuxième 35 points, 25, 18, 14, 12, 10, 8 et ainsi de suite jusqu'à l'équipe du quinzième qui marque 1 point, les points des différents coureurs d'une même équipe se cumulant.
En plus des points distribués à l'arrivée, des points sont distribués aux sprints intermédiaires, (8, 5, 3, 2 et 1 point pour les étapes « sans difficultés » ou de « basse difficulté »), (8, 5 et 3 points pour les étapes de « moyenne difficulté »).
À l'issue de la dernière étape, les points sont additionnés et l'équipe avec le plus de points est lauréate du trophée.

### Palmarès
| Année | Équipe          | Points |
| ----- | --------------- | ------ |
| 1993  | Ariostea        | 531    |
| 1994  | Polti-Vaporetto | 543    |
| 1995  | Gewiss-Ballan   | 631    |
| 1996  | Panaria-Vinavil | 468    |
| 1997  | Saeco           | 399    |
| 1998  | Polti           | 479    |
| 1999  | Polti           | 1243   |
| 2000  | Fassa Bortolo   | 456    |
| 2001  | Fassa Bortolo   | 370    |
| 2002  | Alessio         | 360    |
| 2003  | Fassa Bortolo   | 561    |
| 2004  | Alessio-Bianchi | 384    |
| 2005  | Davitamon-Lotto | 347    |

| Année | Équipe                  | Points |
| ----- | ----------------------- | ------ |
| 2006  | Phonak                  | 323    |
| 2007  | Lampre-Fondital         | 408    |
| 2008  | Liquigas                | 360    |
| 2009  | Columbia-High Road      | 400    |
| 2010  | Liquigas-Doimo          | 412    |
| 2011  | Lampre-ISD              | 338    |
| 2012  | Garmin-Barracuda        | 363    |
| 2013  | Movistar                | 281    |
| 2014  | Omega Pharma-Quick Step | 327    |
| 2015  | Astana                  | 640    |
| 2016  | Etixx-Quick Step        | 506    |
| 2017  | Quick-Step Floors       | 516    |

## Doublé Trofeo Fast et Super Team la même année
Les doublés sont peu nombreux car le classement aux temps favorise les équipes de grimpeurs, tandis que le barème du classement aux points est favorable aux équipes de sprinteurs.
| Année du doublé | Équipe         |
| --------------- | -------------- |
| 1995            | Gewiss-Ballan  |
| 2002            | Alessio        |
| 2006            | Phonak         |
| 2010            | Liquigas-Doimo |
| 2015            | Astana         |